# Stega Mała
Stega Mała (deutsch Klein Steegen) ist ein Ort in der polnischen Woiwodschaft Ermland-Masuren. Er gehört zur Landgemeinde Górowo Iławeckie (Landsberg) im Powiat Bartoszycki (Kreis Bartenstein), bis 1945 zum Kreis Preußisch Eylau in Ostpreußen.

## Geographische Lage
Die Osada („Siedlung“) Stega Mała liegt westlich der Walsch (polnisch Wałsza) im Nordwesten der Woiwodschaft Ermland-Masuren, 23 Kilometer südwestlich der früheren und heute auf russischem Staatsgebiet gelegenen Kreisstadt Preußisch Eylau (russisch Bagrationowsk) bzw. 33 Kilometer westlich der heutigen Kreismetropole Bartoszyce (deutsch Bartenstein).

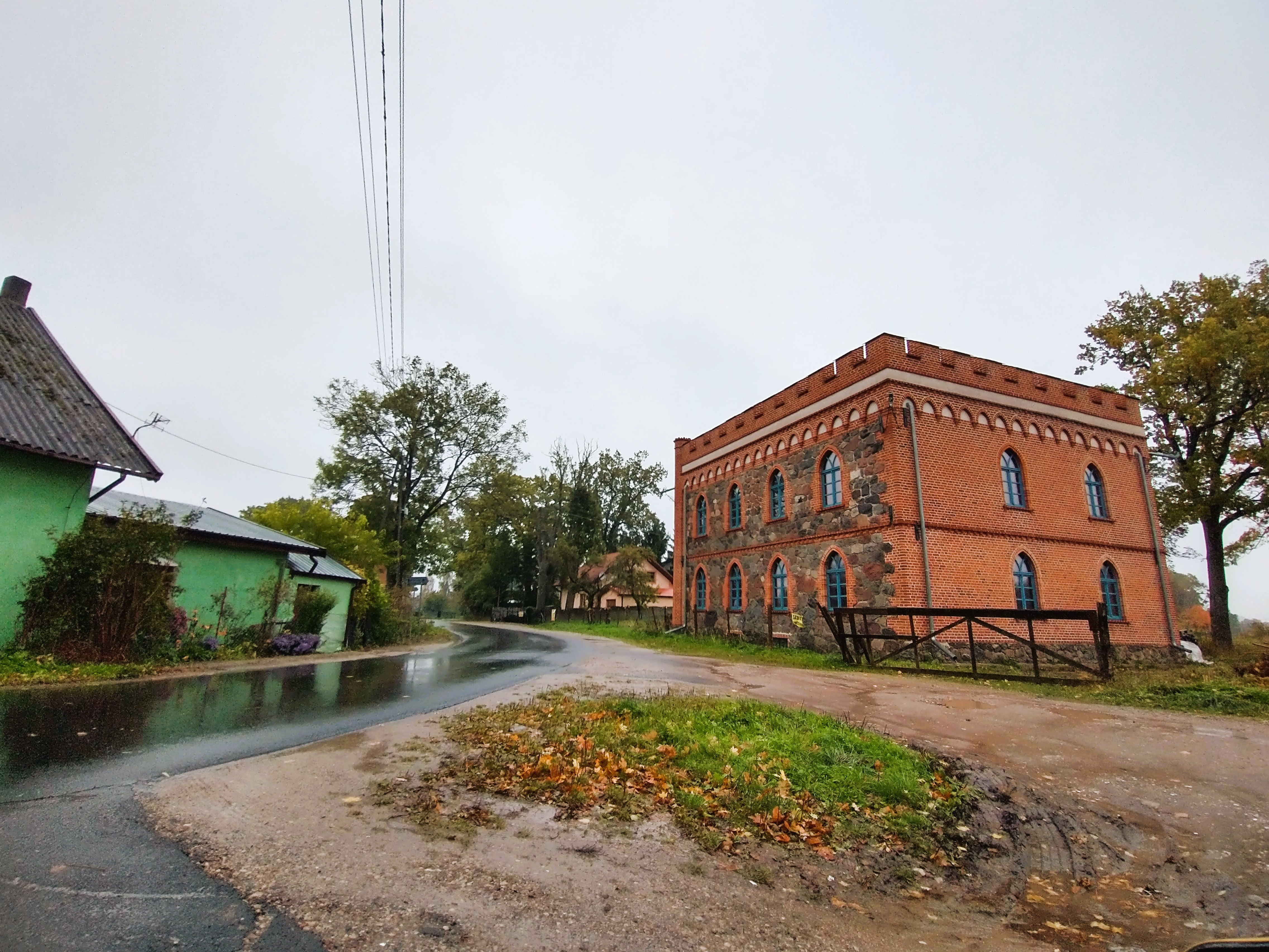
Ehemaliges Beamtenhaus des Guts Klein Steegen in Stega Mała

## Geschichte

### Ortsgeschichte Klein Steegen
Die älteste Geschichte des Gutes Klein Steegen ist auch die des Gutes Groß Steegen (polnisch Stega Wielka). Sie beginnt 1285 mit der Verschreibung des Siedlunsgortes Steynio später Steinen an Skomand von Sudauen. Als die Familie Skomand das Gut verkauft entstanden im 14. Jahrhundert Groß und Klein Steegen.
Im Jahre 1614 war Klein Steegen ein selbständiges Gut im Besitz der Familie von Sack, zusammen mit den Bauerndörfern Blumstein (polnisch Kwiatkowo) und Guttenfeld (Dobrzynka). Als die Adelsfamilie von Sack 1642 ausstarb wurde das Gut von der Familie von Kreytzen erworben, ging jedoch bereits 1692 an das Adelsgeschlecht von Tettau auf Tolks (polnisch Tolko). Unter der Regide des Obersts Johann Eberhard von Tettau († 1746) erfolgte nach 1719 die Gutsbewirtschaftung durch Scharwerkbauern. Als Tettau kriegsbedingt, er war u. a. Kommandant der Festung Peitz bei Cottbus, abwesend war, übernahm seine Frau Dorothea Sofia Charlotte geb. von Huß, aus Minden, in gekonnter Weise die Bewirtschaftung. Ab 1752 führte der Schwiegersohn der Tettaus, Oberst Joachim Anton von Massow († 1781), zuvor zwischenzeitlich seine Ehefrau Catharina Sofia von Tettau († 1798), das Gut, baute das Gutshaus neu und schuf um 1755 das nach seiner Frau benannte Vorwerk Sophienhof (polnisch Włodkowo). Der Familie von Massow folgten unterschiedliche Besitzer des Guts, das im Jahre 1820 sechs Haushaltungen bei 103 Bewohnern (ohne Außenorte) zählte. Als es 1826 zur Zwangsversteigerung Klein Steegens kam, erwarb es Major von Ziegenhorn, Nachfahre des 1764 nobilitierten Autoren und Staatsrechtlers Christian (Christoph) Georg von Ziegenhorn, für stattliche 42.000 Taler. Zum Hauptgut kamen die Vorwerke Sophienhof sowie Louisenhof (polnisch Meszniak), Wilhelmsberg (Okopek) und die Mühle Finken (Zięby). Der Offizier betrieb eine Schafszucht. Als Herr von Ziegenhorn-Steegen 1831 starb stiftete er via Testament seinen Nachlass mit vorläufigen 1.380 Thlr. zur Gründung einer Erziehungsanstalt für junge Edelleute. Per Allerhöchste Cabinets-Ordre des preußischen Königs ging das Geld an das Kadettenhaus in Culm. Durch nachfolgende juristische Verhandlungen erhöhte sich der Betrag wesentlich, auf 9.775 Thlr.
Eine erneute Versteigerung machte den Glasfabrikant Carl (Karl) Friedrich Müller aus Pommern stammend für 24.000 Taler zum neuen Eigentümer, ebenso das Vorwerk Gottesgnade (Gniewkowo), wo er eine Glasfabrik anlegte. Müller hatte bereits in Heinrichsbruch (Szklarnia) und Orschen (Orsy) eine derartige Fabrik betrieben und war zu Geld gekommen, das er 1838 nun auch in den Kauf des Guts Groß Steegen (Stega Wielka) investierte und damit beide Steegen-Güter wieder unter eine Hand fügte. Seine Söhne, auch Oskar, wurden 1861 in Königsberg geadelt, nannten sich fortan von Steegen und gründeten die genealogischen Familienlinien Groß Steegen und Klein Steegen. Im Jahre 1871 zählte Klein Steegen mit den vier Gutsteilen elf Wohngebäude, 57 Haushaltungen und 320 Einwohnern bei einer Landfläche von 1.792 Hektar. Bis zu seinem Tod 1897 war Oskar von Steegen, geboren 1837 in Klein Steegen, Gutsbesitzer, seit 1892 Rechtsritter des Johanniterordens. Er war mit Minna Freiin Schenk zu Tautenburg (* 1849; † 1904) verheiratet. Zu diesem Zeitpunkt bestand für Klein Steegen bereits ein Familienfideikommiss. Dann übernahm es sein Sohn Otto Oskar (Ottokar) von Steegen (* 1873; † 1918), der seinen großen Besitz bemerkenswert gut bewirtschaftete. 1910 zählte der Gutsbezirk Klein Steegen 340 Einwohner.
Am 30. September 1928 gaben die beiden Gutsbezirke Groß und Klein Steegen ihre Eigenständigkeit auf und schlossen sich zur neuen Landgemeinde Alt Steegen zusammen. An den fiskalischen, kirchlichen und privaten Eigentümern änderte sich nichts; die Güter waren für sich genommen lediglich juristisch keinen eigenständige Ortschaften mehr. Letzter Gutsbesitzer in Klein Steegen wurde Otto Oskar jun. von Steegen (* 1906), verheiratet mit Marion von Grandidier-Medsen (* 1909), die aus Kurland stammte. 1932 hatte Gut Klein Steegen mit fünf dazugehörigen Vorwerken einen Gesamtumfang von 1779 ha. Als Verwalter agierte Otto Thiel.
In Kriegsfolge kam 1945 das gesamte südliche Ostpreußen zu Polen. Klein Steegen trägt seitdem die polnische Namensform „Stega Mała“ und ist heute eine Ortschaft innerhalb der Gmina Górowo Iławeckie (Landgemeinde Landsberg) im Powiat Bartoszycki (Kreis Bartenstein) innerhalb der Woiwodschaft Ermland-Masuren. Im Jahre 2011 zählte der Ort 172 Einwohner. Stega Mała ist heute ein polnisches Staatsgut. Das ehemalige Gutshaus ist zerstört, andere alte Gebäude stehen teilweise, einige neue wurden errichtet.

### Amtsbezirk Klein Steegen (1874–1930)
Am 7. Mai 1874 wurde Klein Steegen Amtsdorf und damit namensgebend für einen Amtsbezirk im ostpreußischen Kreis Preußisch Eylau, Regierungsbezirk Königsberg. Der Amtsbezirk Klein Steegen ging 1930 in den Amtsbezirk Alt Steegen über.
| Deutscher Name | Polnischer Name | Anmerkungen                        |
| -------------- | --------------- | ---------------------------------- |
| Blumstein      | Kwiatkowo       |                                    |
| Guttenfeld     | Dobrzynka       |                                    |
| Klein Steegen  | Stega Mała      | 1928 nach Alt Steegen eingemeindet |

## Religion
Bis 1945 war Klein Steegen mit seiner mehrheitlich evangelischen Bevölkerung in die Kirche Guttenfeld (polnisch Dobrzynka) eingepfarrt. Sie gehörte zum Superintendenturbezirk Landsberg (Górowo Iławeckie) im Kirchenkreis Preußisch Eylau in der Kirchenprovinz Ostpreußen der Kirche der Altpreußischen Union. Heute sind die Einwohner von Stega Mała fast ausnahmslos römisch-katholischer Konfession, die nun aber auch zu der – jetzt dem Erzbistum Ermland zugeordneten früher evangelischen – Kirche in Dobrzynka gehören.

## Verkehr

### Straße
Stega Mała liegt verkehrstechnisch günstig an einer Nebenstraße, die die Woiwodschaftsstraßen DW 511 (frühere deutsche Reichsstraße 134) und DW 512 bei Górowo Iławeckie mit der DW 510 (frühere Reichsstraße 126) verbindet. Außerdem endet eine von Pluty (Plauten) herkommende Straße in Stega Mała.

### Schiene
Von 1898 bis 1944 war die für Klein Steegen nächste Bahnstation der Bahnhof in Sangnitten (polnisch Sągnity). Er lag an der Bahnstrecke Königsberg–Zinten–Heilsberg–Rothfließ. Diese Strecke wurde 1953 reaktiviert und bis 1991 befahren, allerdings lediglich ab Bahnhof Sągnity nur in südlicher Richtung bis Czerwonka (Rothfließ).

## Persönlichkeit
- Horst Schrade (* 16. April 1924 in Klein Steegen), deutscher Karikaturist († 2014)